# Léo Bolgado
Leonardo „Léo” da Costa Bolgado (n. 20 august 1998, Cuiabá, Mato Grosso, Brazilia) este un fotbalist brazilian, care joacă pe post de fundaș central la CFR Cluj în SuperLiga României.